# Robert Pipon Marett
 (mai 2019).
 (mai 2019).
Messire Robert Pipon Marett (20 novembre 1820 - 10 novembre 1884, pseudonyme: Laelius) est poète et linguiste jersiais et bailli de Jersey de 1880 à 1884.

## Biographie
Il est né à Saint-Pierre, dans l'île de Jersey le 20 novembre 1820. Après avoir achevé ses études à Caen et à Paris, il a été admis au Barreau de Jersey en tant qu'avocat. Après un séjour à Blois, il est rentré à Jersey et est élu Connétable (maire) de Saint-Hélier en 1856.
Il a fondé le journal La Patrie à Jersey, dans lequel ses vers jersiais sont publiés à partir de 1849. Sa Fille Malade a trouvé une appréciation considérable en Normandie continentale et a été reprise dans la Normandie inconnue de François-Victor Hugo. Il a encouragé la standardisation de l'orthographe du jersiais selon le modèle du français. Il est aussi l'auteur d'une biographie de Philippe Le Geyt.
En 1858, il est nommé Avocat de la Reine, et en 1866 Procureur de la Reine. Enfin, en 1880, après le départ à la retraite, en raison de son grand âge, de son prédécesseur, Jean Hammond, il est devenu Bailli et chevalier.
Robert Pipon Marett est le père de l'anthropologue et ethnologue Robert Ranulph Marett (1866–1943).

## Pour approfondir